# Xin Zhou
Xin Zhou (né le 16 décembre 1955) est un mathématicien connu pour ses contributions à la théorie de la diffusion, aux systèmes intégrables, aux matrices aléatoires et aux problèmes de Riemann-Hilbert .

## Carrière
Zho est professeur émérite de mathématiques à l'université Duke. Zhou obtient  une M. Sc. à l'université de l'Académie chinoise des sciences (en) en 1982, puis un Ph. D. en 1988 à l'Université de Rochester sous la supervision d'Adrian Iosif Nachman,. Il est professeur associé à l'université Duke de 1993 à 1999, puis titulaire de 1999 à sa retraite en 2014.

## Recherche
Les recherches de Zhou concernent un type non linéaire d'analyse microlocale sur les problèmes de Riemann-Hilbert. Ses principaux sujets d'intérêt sont les équations au dérivées partielles intégrables et quasi-intégrables, les modèles statistiques intégrables, les polynômes orthogonaux et les matrices aléatoires, les groupes de monodromie et les équations de Painleve avec des applications en physique et en géométrie algébrique. 

## Publications (sélection)
- Deift, Percy et Zhou, Xin, « A Steepest Descent Method for Oscillatory Riemann--Hilbert Problems. Asymptotics for the MKdV Equation », Annals of Mathematics, vol. 137, no 2,‎ 1er janvier 1993, p. 295–368 (DOI 10.2307/2946540, JSTOR 2946540, arXiv math/9201261).
- McLaughlin, K. T.-R., Vartanian, A. H. et Zhou, Xin, « Rational functions with a general distribution of poles on the real line orthogonal with respect to varying exponential weights. I. », Mathematical Physics, Analysis and Geometry, vol. 11, nos 3-4,‎ 2008, p. 187-364 (zbMATH 1178.30046).
- Zhou, Xin, Lu, Dechun, Zhang, Yaning, Du, Xiuli et Rabczuk, Timon, « An open-source unconstrained stress updating algorithm for the modified Cam-clay model », Computer Methods in Applied Mechanics and Engineering, vol. 390,‎ 2022, article no 114356 (38 pages) (zbMATH 07464730).
- McLaughlin, Kenneth D. T.-R. et Zhou, Xin (éditeurs), Recent developments in integrable systems and Riemann-Hilbert problems : Proceedings of the AMS special session, University of Alabama, Birmingham, AL, USA, November 10–12, 2000, American Mathematical Society, coll. « Contemporary Mathematics » (no 326), 2003, vii+185 (zbMATH 1015.00021).

## Distinctions
Zho a reçu le prix George-Pólya en 1998 et a obtenu la bourse Guggenheim en 1999. Il est surtout connu pour son travail avec Percy Deift sur la méthode du point col (method of steepest descent) pour les problèmes oscillatoires de Riemann-Hilbert.